# 圣马丁代布瓦
圣马丹德布瓦（法語：Saint-Martin-des-Bois，法語發音：[sɛ̃ maʁtɛ̃ de bwa]）是法国卢瓦-谢尔省的一个市镇，属于旺多姆区。

## 地理
圣马丹德布瓦（47°43'21"N, 0°49'38"E）面积36.4 平方千米，位于法国中央-卢瓦尔河谷大区卢瓦-谢尔省，该省份为法国中北部省份，北起厄尔-卢瓦省，东北接卢瓦雷省，东南接谢尔省，南至安德尔省，西南接安德尔-卢瓦尔省，西北接萨尔特省。
与圣马丹德布瓦接壤的市镇（或旧市镇、城区）包括：莱塞米特、蒙托东、莱艾、拉瓦尔丹、卢瓦河畔蒙图瓦尔、圣阿尔努、圣雅克德盖雷、泰尔奈。
圣马丹德布瓦的时区为UTC+01:00、UTC+02:00（夏令时）。

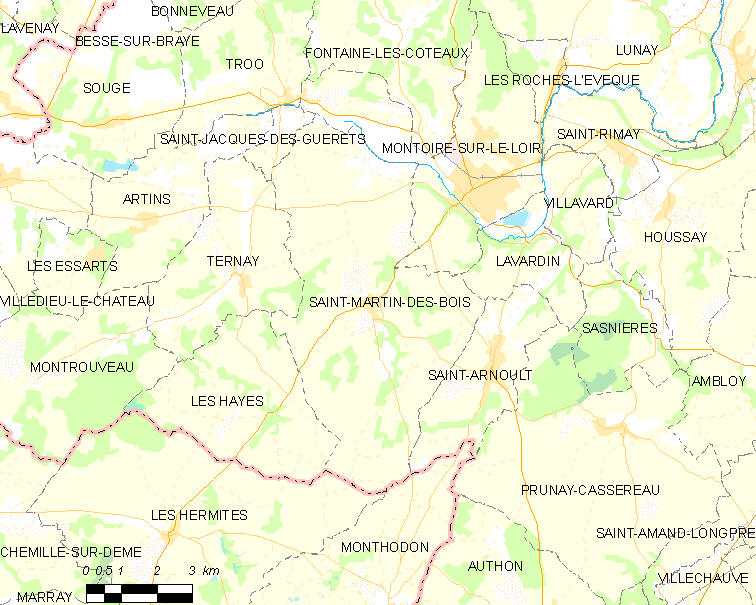
圣马丹德布瓦的OSM定位图

## 行政
圣马丹德布瓦的邮政编码为41800，INSEE市镇编码为41225。

## 政治
圣马丹德布瓦所属的省级选区为卢瓦河畔蒙图瓦尔县。

## 人口

1962-2008年间圣马丹德布瓦人口变化图示

圣马丹德布瓦于2022年1月1日时的人口数量为587人。